# Cyamus orcini
Cyamus orcini är en kräftdjursart som beskrevs av Leung 1970. Cyamus orcini ingår i släktet Cyamus, och familjen vallöss. Arten har ej påträffats i Sverige.